# 7361 Endres
7361 Endres (1996 DN1) là một tiểu hành tinh vành đai chính được phát hiện ngày 16 tháng 2 năm 1996 bởi JPL NEAT ở Haleakala.